# Barocco (film 1991)
Barocco è un film del 1991 diretto da Claudio Sestieri.

## Trama
Valeria, ragazza spagnola che studia restauro a Roma, rompe il fidanzamento con il DJ Luca, tentando poi altre relazioni sentimentali e altre coabitazioni. Ma in seguito tornerà sui suoi passi.